# Wayne Knight
Wayne Eliot Knight (* 7. srpna 1955) je americký herec, bavič a dabér, v USA známý zejména pro svou roli Newmana v sitcomu Show Jerryho Seinfelda. Známý je však také z filmů jako Hříšný tanec nebo Jurský park (jako Dennis Nedry). Jako herec je aktivní od roku 1979, za tu dobu účinkoval již v desítkách různých filmů.